# Silvia Andrea
Silvia Andrea, artiestennaam van Johanna Gredig (Zuoz, 20 maart 1840 - Castasegna, 4 maart 1935), was een Zwitserse schrijfster.

## Biografie
Silvia Andrea was de dochter van Johann Thomas Gredig, een leraar, en van Margrith Florin. In 1861 huwde ze Agostino Garbald, een douanier. Na haar schooltijd aan het meisjesinstituut van Chur en haar huwelijk woonde ze in Castasegna, in Val Bregaglia in Graubünden. Daar zette ze zich in voor de opleiding en vorming van meisjes.
In 1889 schreef ze met de roman Faustine haar zelfportret. Naar aanleiding van de 600e verjaardag van de Zwitserse Confederatie in 1891 schreef ze een versie van het verhaal van Willem Tell, waarin ze ook vrouwen een rol gaf. De geschiedenis van haar kanton Graubünden inspireerde haar bij het schrijven van verschillende novelles en een roman, Violanta Prevosti, uit 1905. Ook haar werken Das Bergell uit 1901 en de dierenverhalen uit Wir und unsere Lieblinge uit 1914 kenden een groot succes. Ze publiceerde ook verschillende verhalen en gedichten in kranten en tijdschriften, en vooral in het blad Helvetia. Hoewel het Reto-Romaans haar moedertaal was, publiceerde ze al haar werken in het Duits. Enkele werken werden vertaald in het Reto-Romaans en Italiaans.

## Werken
- Faustine, 1889.
- Wilhelm Tell, 1891.
- Das Bergell, 1901.
- Violanta Prevosti, 1905.
- Wir und unsere Lieblinge, 1914.

- Gemeinsame Normdatei: 117763519
- Historisch woordenboek van Zwitserland: 032276
- International Standard Name Identifier: 0000 0000 7327 3473
- Library of Congress Control Number: n97006430
- Système universitaire de documentation: 181288737
- Virtual International Authority File: 8173610
- WorldCat: E39PBJxrTGdRgdFH9rpGw4XyBP